# Vincenzo Cozzani
Vincenzo Cozzani (Montepulciano, 21 agosto 1921 – Montepulciano, 17 marzo 1965) è stato un marinaio e partigiano italiano.

## Biografia
Si arruolò nella Regia marina militare all'età di diciassette anni. Prese parte a varie missioni nei mari della Sardegna e del Tirreno, e con i M.A.S. di base a la Spezia si spinse fino a Maiorca per missioni a lungo raggio. Per tre volte fu naufrago di navi impegnate in storici combattimenti della Seconda Guerra Mondiale: la battaglia di Capo Spada, quella di Capo Matapan e la seconda della Sirte.
Dopo l'8 settembre 1943 rifiutò di continuare a combattere per la Repubblica Sociale Italiana e si arruolò nei partigiani, divenendo subito vicecomandante del gruppo Amiata-Val d'Orcia, con il nome di battaglia Tom Mix. Catturato dai tedeschi durante i "fatti di Pianoia" nei territori limitrofi tra Pienza e Montepulciano, assieme ad altri partigiani, fu tradotto in carcere a Torrita di Siena. Torturato e condannato a morte nel carcere di Santo Spirito a Siena, dove nel frattempo era stato trasferito scortato da un carro armato, riuscì a evadere e a tornare tra i partigiani fino al 29 giugno 1944, giorno in cui venne liberata la città di Montepulciano dalle truppe alleate.
Il 20 luglio 1952 si sposò con Maria Silvia Magini da cui ebbe due figli: Maurizio e Gianni. Morì a nemmeno 44 anni.

## Riconoscimenti
Il 25 aprile 2012 l'Amministrazione comunale della sua città gli ha intitolato un lungo tratto alberato della circonvallazione sud-est, da viale della Rimembranza a viale I Maggio.

## Il diario
Oltre a quello militare, Cozzani ha dato un contributo letterario alla Resistenza, e alla sua comprensione, grazie agli accurati appunti tenuti durante il periodo dell'intera guerra, e diventati nel 2011 il libro postumo Giorni di Guerra - diario 1939-1944, narrazione di un testimone oculare e protagonista. 
Un'opera poi ripresa da altri autori, come lo storico del diritto Giuseppe Filippetta, che ne cita brani nel suo L'estate che imparammo a sparare. Storia partigiana della Costituzione (Feltrinelli, Milano 2018).

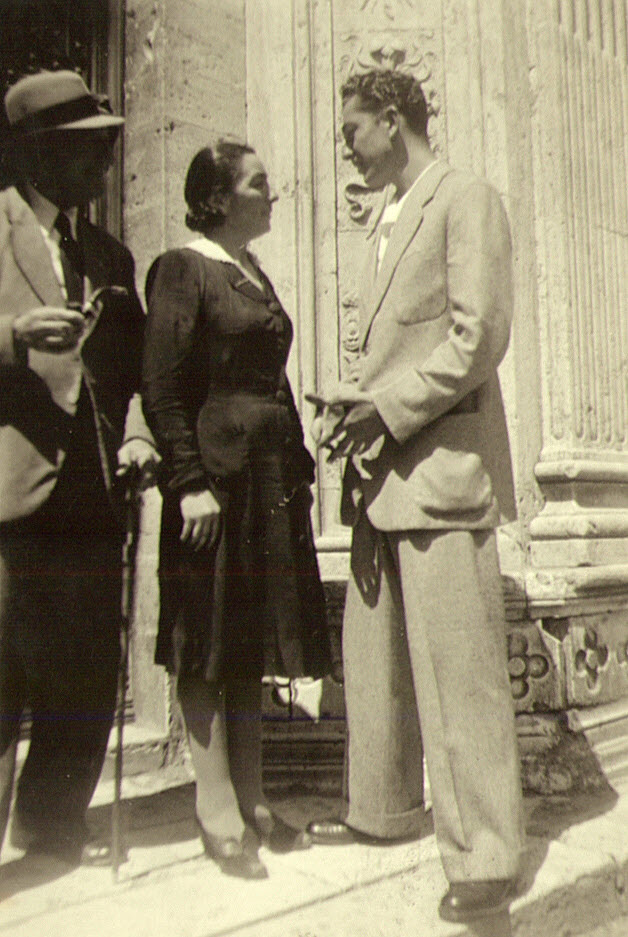
Foto 1
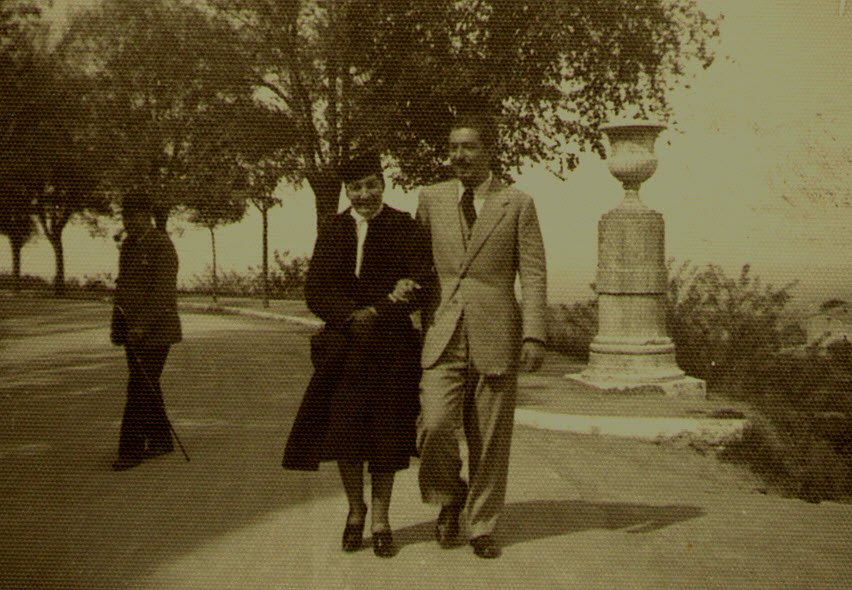
Foto 2
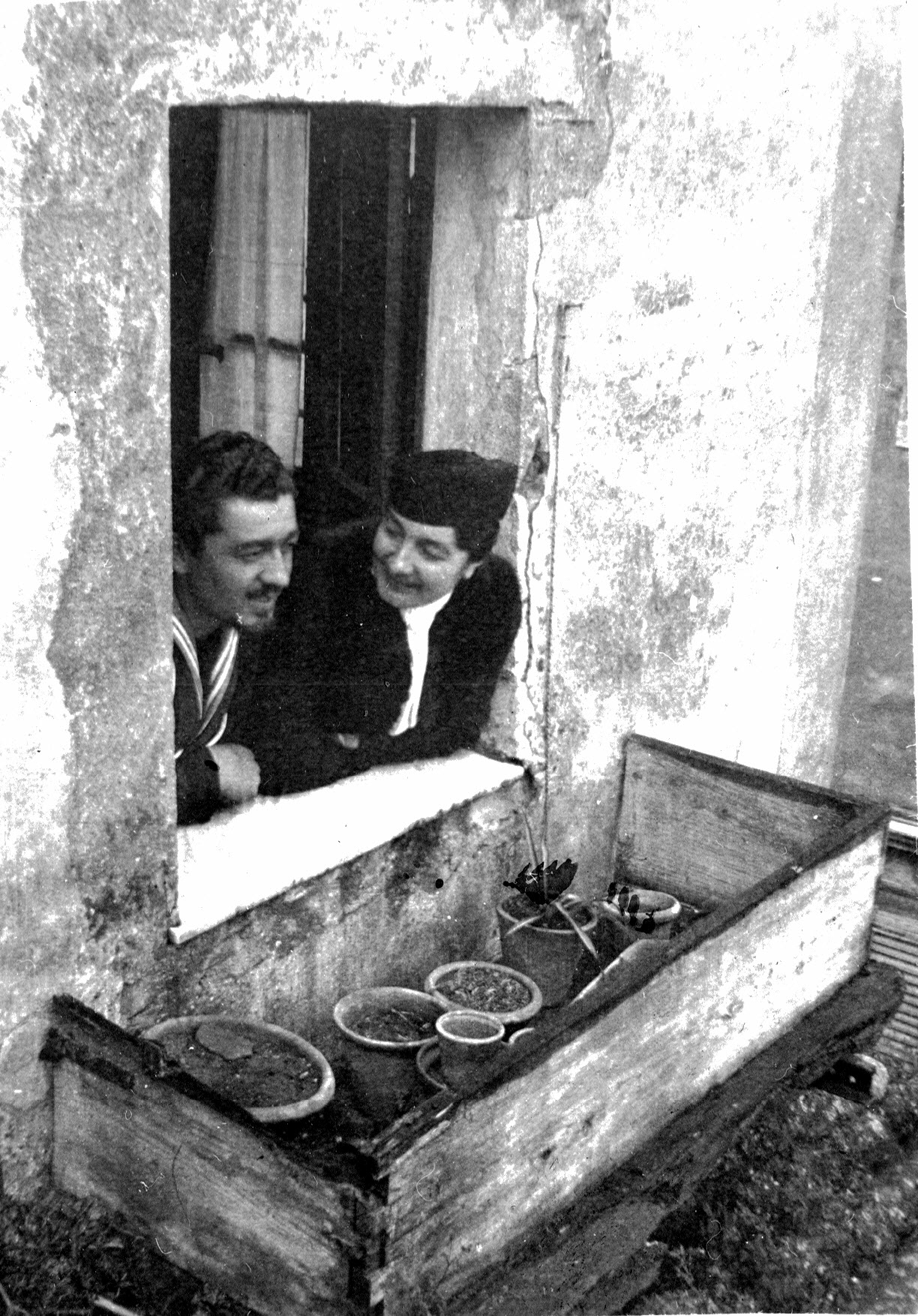
Foto 3
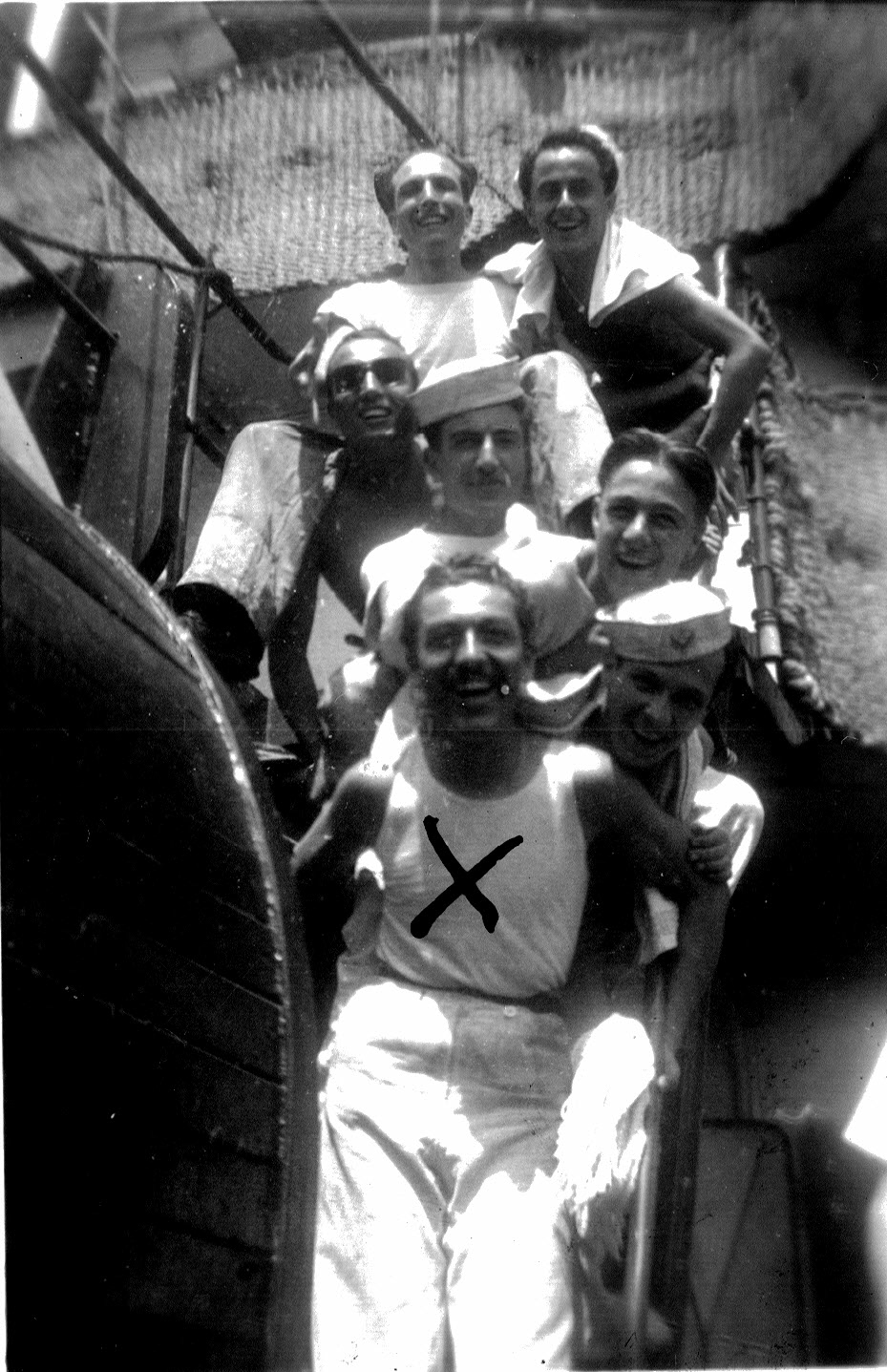
Foto 4